# Coleophora satellitella
Coleophora satellitella é uma espécie de mariposa do gênero Coleophora pertencente à família Coleophoridae.